# Moro (etnia)

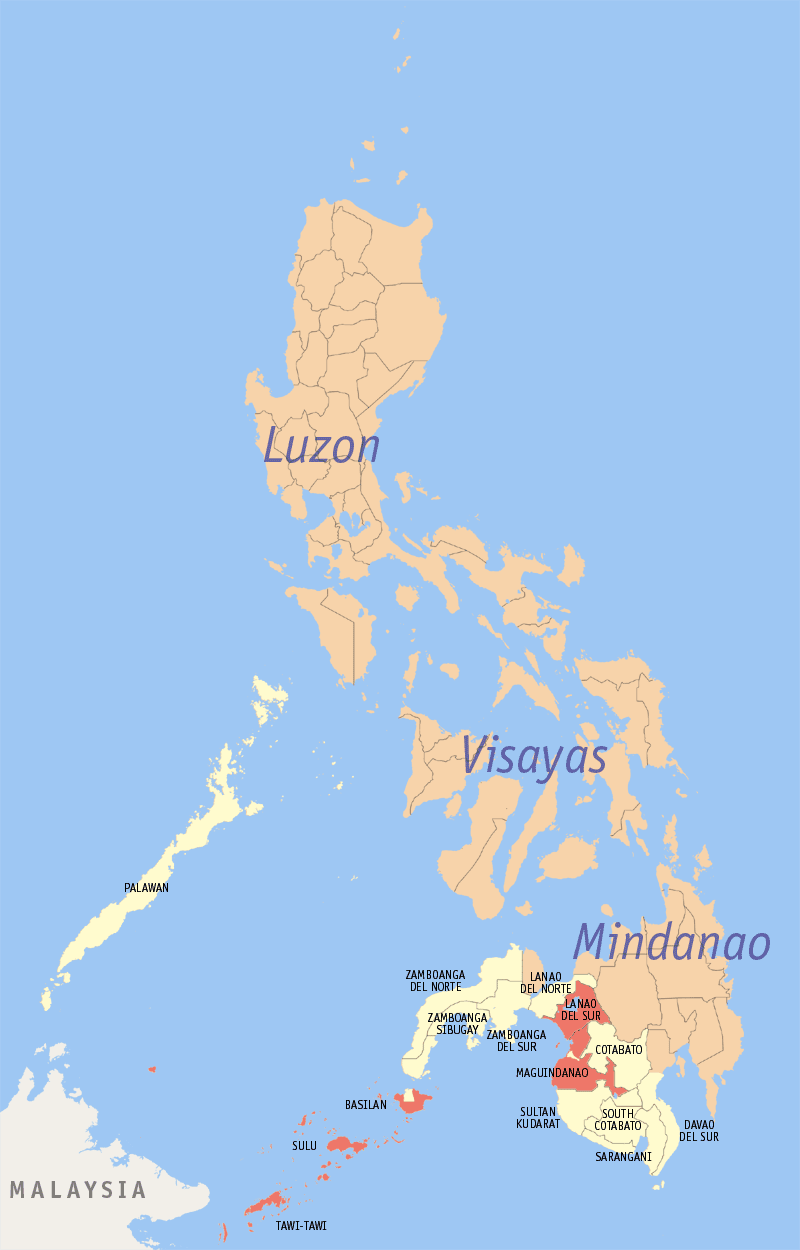
Territori dove risiedono i Moro nelle Filippine

I Moro costituiscono la più grande etnia non cristiana delle Filippine, comprendendo quasi il 5% della popolazione complessiva del Paese (dato del 2005).
Il nome di questa popolazione ha origine dalla parola spagnola "moro", con riferimento alla religione musulmana, che è appunto la religione nella quale si identifica questo gruppo etnico.
Abitano maggiormente nel sud delle Filippine (Isole Sulu, Mindanao occidentale) ma si possono incontrare anche a Metro Manila, Metro Cebu e Baguio. La regione di origine è definita Bangsamoro e corrisponde alla Regione Autonoma nel Mindanao Musulmano più altri territori confinanti nei quali però l'etnia moro e le altre componenti musulmane non sono riuscite a ottenere la maggioranza dei consensi nelle consultazioni indette per l'annessione alla regione autonoma.
L'autonomia ottenuta ha moderato ma non sanato il conflitto in atto da sempre tra i movimenti estremisti islamici tra i Moro e il governo filippino.

## Gruppi etnici indigeni
I tredici gruppi etnici Moro situati nelle isole meridionali delle Filippine sono i seguenti:
- Maranao
- Maguindanao
- Tausug
- Yakan
- Iranun
- Sama
- Badjao
- Kalibugan
- Kalagan
- Sangil
- Palawani
- Jama Mapun

### Etimologia
La parola Moro era un termine usato nel XVI secolo dai colonizzatori spagnoli, in riferimento alla religione islamica condivisa da questo gruppo tribale delle Filippine e dai Mori, pur etnicamente distinti, dell'Al-Andalus, in Spagna.
Nonostante l'opposizione di alcuni, che obiettano in merito all'origine del termine nell'epoca del colonialismo spagnolo, il nome si è evoluto e si è affermato unitariamente. È stato adottato da alcuni movimenti di librazione della regione nei tardi anni '60 e all'inizio degli anni '70, XX secolo, incluso il Fronte di Liberazione Nazionale Moro (MNLM) e il Bangsa Moro Liberation Organization (BMLO) di Rashid Lucman. Il Fronte di Liberazione Islamico Moro (MILF) l'ha adottato più tardi, nel 1984.
Il termine Bangsamoro, derivante dall'antica parola malese bangsa, significa nazione e Moro in riferimento al popolo, è usato per descrivere sia la popolazione Moro che la loro terra natia. Marvic Leonel, che guidò le trattative di pace per la Repubblica delle Filippine con il Fronte di Liberazione Islamico Moro, disse "esiste Bangsamoro come luogo; esiste Bangsamoro come identità." Il Framework Agreement on the Bangsamoro riconobbe Bangsamoro come un'identità e richiese la creazione di un'entità politica autonoma chiamata Bangsamoro.
I nativi musulmani di Mindanao spesso adottano il termine etnico "Moro", rifiutando di essere chiamati Filippini.

## Società

### Governo
La Regione Autonoma del Mindanao Musulmano (ARMM) è guidato da un governatore regionale, in seguito all'accordo di pace definitivo tra il Fronte Nazionale di Liberazione Moro e la Repubblica delle Filippine nel 1996, sotto il Presidente Fidel Ramos. Il governatore regionale e il suo vice, agiscono con un potere esecutivo e con il supporto di un Gabinetto Regionale, composto da segretari regionali, rispecchiando le agenzie governative nazionali delle Filippine.
L'ARMM è dotata di un'Assemblea Regionale unicamerale, guidata da uno speaker. L'Assemblea agisce con autonomia legislativa per la regione ed è responsabile per le ordinanze regionali. È composta da tre membri per ogni distretto congressionale. I membri attuali sono ventiquattro.
Alcuni atti dell'Assemblea Regionale sono stati annullati dalla Corte Suprema per incostituzionalità. Un esempio è l'annullamento della creazione della Province di Shariff Kabungsuwan da parte dell'Assemblea Legislativa Regionale (RLA), che avrebbe creato un seggio in più presso il Parlamento Filippino, un potere e una decisione riservati solamente al Congresso Filippino - Senato e Camera insieme.

### Cultura
La cultura Moro è molto influenzata dalla cultura malese. L'Islam rappresenta la principale influenza della cultura moro. Moschee di diverse dimensioni si possono trovare in tutta la regione. In accordo con la legge islamica, alcol e fornicazione sono proibiti. Il maiale e i suoi derivati non sono ammessi. Un'altra pratica molto diffusa è il digiuno durante il Ramadan e la Zakat (elemosina ai poveri). Il Hajj è anche un importante rituale. Le donne Moro si coprono con il velo, come in Malesia e in Indonesia. Gli uomini Moro, in particolare gli anziani, possono indossare la kupya o calotta islamica. I Bangsamoro condividono gli atteggiamenti dei gruppi etnici loro collegati, come il popolo malese, indonesiano e del Brunei.

### Musica
La cultura dei Moro ruota attorno alla musica dei kulintang, un tipo di gong, simile agli strumenti a tamburo, interamente fatto di bronzo o ottone, tipico delle Filippine meridionali. Il kulintang crea un suono unico, che varia in base alla velocità con cui viene colpito e include diversi generi musicali filippini, come il Binalig, il Tagonggo e il Kapanirong, più altri usualmente diffusi in Malesia, Indonesia e Brunei.

### Gruppi etnici
Sono presenti oltre dieci gruppi etnici, compresi nei Moro delle Filippine; tutti discendono dagli stessi austronesiani (malesi-polinesiani) che migrarono da Taiwan e popolarono la regione delle Filippine, il Sud-est asiatico, le isole del Pacifico e il Madagascar. Tre di questi gruppi costituiscono la maggioranza di queste tribù. Sono i Maguindanaon del Nord Catabato, del Sultanato di Kudarat e delle province Maguindanao, i Maranao delle province di Lanao e i Tausug dell'arcipelago Sulu. Gruppi più piccoli sono i Banguingui, i Samal e i Bajau dell'arcipelago Sulu; i Yakan di Basilan e i Zamboanga del Sur, gli Illanun e i Sangir di Davao, i Molbog del Palawan meridionale e i Jama Mapuns di Cagayan delle isole Tawi-Tawi.
I gruppi Moro non sono uniti e non hanno reciproca solidarietà. Ogni gruppo è orgoglioso della propria cultura, identità, lingua e religione. Le differenze interne si manifestano in occasionali dispute intestine.